# Protonium
Ne doit pas être confondu avec Protium.

protonium.

Le protonium (Pn) ou hydrogène antiprotonique (pp) est un atome exotique formé d'un proton (p) et d'un antiproton (p). Il s'agit d'un boson électriquement neutre, avec un nombre baryonique égal à zéro. Son étude théorique repose essentiellement sur la mécanique quantique non relativiste, qui permet de calculer l'énergie de liaison et la durée de vie du protonium. Cette dernière a été calculée entre 100 ns et 10 μs.
S'agissant de deux baryons, l'interaction forte prédomine dans un tel système sur l'interaction électromagnétique, contrairement à ce qui se passe dans un atome d'hydrogène. C'est tout l'intérêt de telles structures, qui permettent d'étudier les interactions entre nucléons et de mieux connaître la liaison nucléaire.